# Norahällen
Norahällen, runinskrift U 130, är ristad i en slät berghäll vid Nora gård i Danderyd i Uppland.
Hällen var 1927 inhägnad med järnstaket som var borttaget 1973. Skyltad och uppmålad 1973, uppmålad 1987.

## Inskrift
Runor:
ᛒᛁᚢᚱᚿ ' ᚠᛁᚿᚢᛁᚦᛆᛦ ᛋᚢᚿ ᛚᛁᛏ ' ᚼᛆᚢᚴᛆ ' ᚼᛁᛚᛁ ᚦᛁᛋᛆ ' ᛆᚠᛏᛁᛦ ᚢᛚᛆᛁᚠ ᛒᚱᚢᚦᚢᚱ ᛋᛁᚿ ' ᚼᚭᚿ ᚢᛆᚱᚦ ᛋᚢᛁᚴᚢᛁᚿ ᚭ ᚠᛁᚿᛆ ᛁᚦᛁ ' ᚴᚢᚦ ᚼᛁᛆᛚᛒᛁ ᚭᚿ ᚼᚭᚿᛋ ' ᛁᛦ ᚦᛁᛋᛁ ᛒᛁᛦ ' ᚦᛆᛁᛦᛆ ᚢᚦᛆᛚ ᚢᚴ ᛆᛏᚱᚠᛁ ' ᚠᛁᚿᚢᚦᛆᛦ ᛋᚢᚿᚭ ᛁᛚᚼᛁᛆᛋᛏᛆᚦᚢᛘ
Translitterering av runraden:
biurn ' finuiþaʀ sun lit ' haukua ' hili þisa ' aftiʀ ulaif bruþur sin ' hon uarþ suikuin o f(i)(n)aiþi ' kuþ hialbi on hons ' iʀ þisi biʀ ' þaiʀa uþal uk at(r)fi ' finuþaʀ suno| |o ilhiastaþum
Normalisering till runsvenska:
Biorn, Finnviðaʀ sunn, let hoggva hælli þessa æftiʀ Olæif, broður sinn. Hann varð svikvinn a Finnæiði. Guð hialpi and hans. Eʀ þessi byʀ þæiʀa oðal ok ættærfi, Finnviðaʀ suna a Ælgiastaðum.
Översättning till nusvenska:
Björn, Finnvids son, lät hugga denna häll efter Olev, sin bror. Han blev sviken på Finnveden. Gud hjälpe hans själ. Denna gård är deras odal och ättearv, Finnvidssönernas på Älgesta.
Texten har fått följande tolkning av Riksantikvarieämbetet: "Att Olev blev sviken på Finnveden betyder att han blev dödad av någon som låg i bakhåll eller hade gillrat en fälla. Han blev inte dödad i en rättvis strid. 'Odal och ättearv' betyder egendom som någon ärvt inom familjen. Björn och Olev hade alltså ärvt Nora, där runhällen finns, troligen av sin far. Men de bodde på Älgesta, som är en gård lite längre norrut i Uppland".

## Arvsdokument
Ristningen har daterats till 1000-talets mitt eller dess andra hälft. Ordet Odal är en äldre benämning på ärvd mark från förfäderna, således ett begränsat område med gammal hävd där jorden brukats inom samma släkt i många generationer. O-runans namn var också "odal", vilket bekräftar att ordet odal har en urgammal betydelse för ärvd jord. Norahällens runtext ger därför en viktig information om vikingatidens syn på äganderätten och i det här fallet utgör ristningen ett arvsdokument. Runorna är inhuggna i en stenhäll som ej går att flytta och som befinner sig på, eller i nära anslutning till den mark som urkunden omtalar.